# Nirgua
Nirgua —cooficialmente, Nuestra Señora del Prado de Talavera o Talavera— es la ciudad capital del municipio homónimo, ubicada en la Cordillera del Interior en la Región Centroccidental en el Estado Yaracuy, Venezuela. Nirgua fue fundada en 1624, y su población estimada para 2015 era de 77 439 habitantes, con base en el censo del INE en 2011.
El Parque de Recreación Embalse Cumaripa, se encuentra ubicado dentro de los límites de Nirgua y Chivacoa.
Se accede por medio de la carretera que une Chivacoa y Tocuyito, siendo el punto medio del recorrido entre Barquisimeto y Valencia.

## Historia
El 25 de enero de 1625, don Juan de Meneses y Padilla funda el pueblo de Nuestra Señora de la Victoria del Prado de Talavera, en el mismo lugar en que el licenciado Villasinda había intentado en 1554 establecer una población para someter a los indios jirajaras. En 1628, después de 70 años de lucha con los indios, la que es hoy Ciudad de Nirgua se establecería definitivamente a orillas del río del cual tomó el nombre.
El 30 de mayo, el fundador de Nirgua, don Juan de Meneses, se hace cargo de la gobernación de la provincia. Durante su mando, se emprende con relativo éxito la pacificación del territorio ocupado por los indios jirajaras.
Antes de 1552, fecha de fundación de Nueva Segovia —hoy Barquisimeto—, hay una referencia a Damián del Barrio, caudillo nombrado por Juan de Villegas, teniente de El Tocuyo, quien encontró un poco de oro en la Provincia de Nirgua y las llamó Minas de San Pedro de Buría y asentó allí su ranchería, con la gente que llevaba. Hay una referencia histórica al Capitán Mateo Díaz de Alfaro y su actuación en la pacificación de Nirgua. Sus montañas más famosas son el «Cerro El Picacho» y «La Chapa». Es una población que tradicionalmente se dedica al cultivo del café, la conífera (pino) crecen muy bien por el extraordinario clima templado de la región, el cual se prolonga gran parte del año. En cuanto al deporte, el coleo es ampliamente practicado y reconocido en la zona. La Plaza Sucre y La Plaza Bolívar son clásicos puntos de encuentro de los nirgüeños.
Es el municipio más grande del Estado Yaracuy, un gran productor agrícola (muy conocido en otros lugares por sus naranjas y café) y posee un gran potencial como destino turístico nacional e internacional.
Nirgua ofrece temperaturas cálidas durante todo el año de alrededor de 22,5 °C, hermosos parajes tropicales y de montaña que atraen a muchos visitantes cada año.

## Costumbres, tradiciones y fiestas
Nirgua es un municipio de mucha tradición, entre ellas están la paradura del Niño Jesús, las ferias en honor a la patrona del municipio, la feria de Salom, la feria de Temerla y una de las tradiciones festivas más importantes del municipio son los carnavales turísticos Salom, los cuales se realizan cada año con la ayuda de la alcaldía del municipio, estos han convertido a Nirgua en ciudad turística ya que son más de 5000 personas las que año tras año acuden a Salom a disfrutar del desfile de carnaval.
Cada 25 de enero se celebra la fiesta del municipio en honor a Nuestra Señora de la Victoria del Prado de Talavera, se realizan actividades de tipo religiosa, además de presentaciones con artistas locales y nacionales así como también campeonatos de toros coleados y bolas criollas, estas fiestas se realizan durante una semana completa.

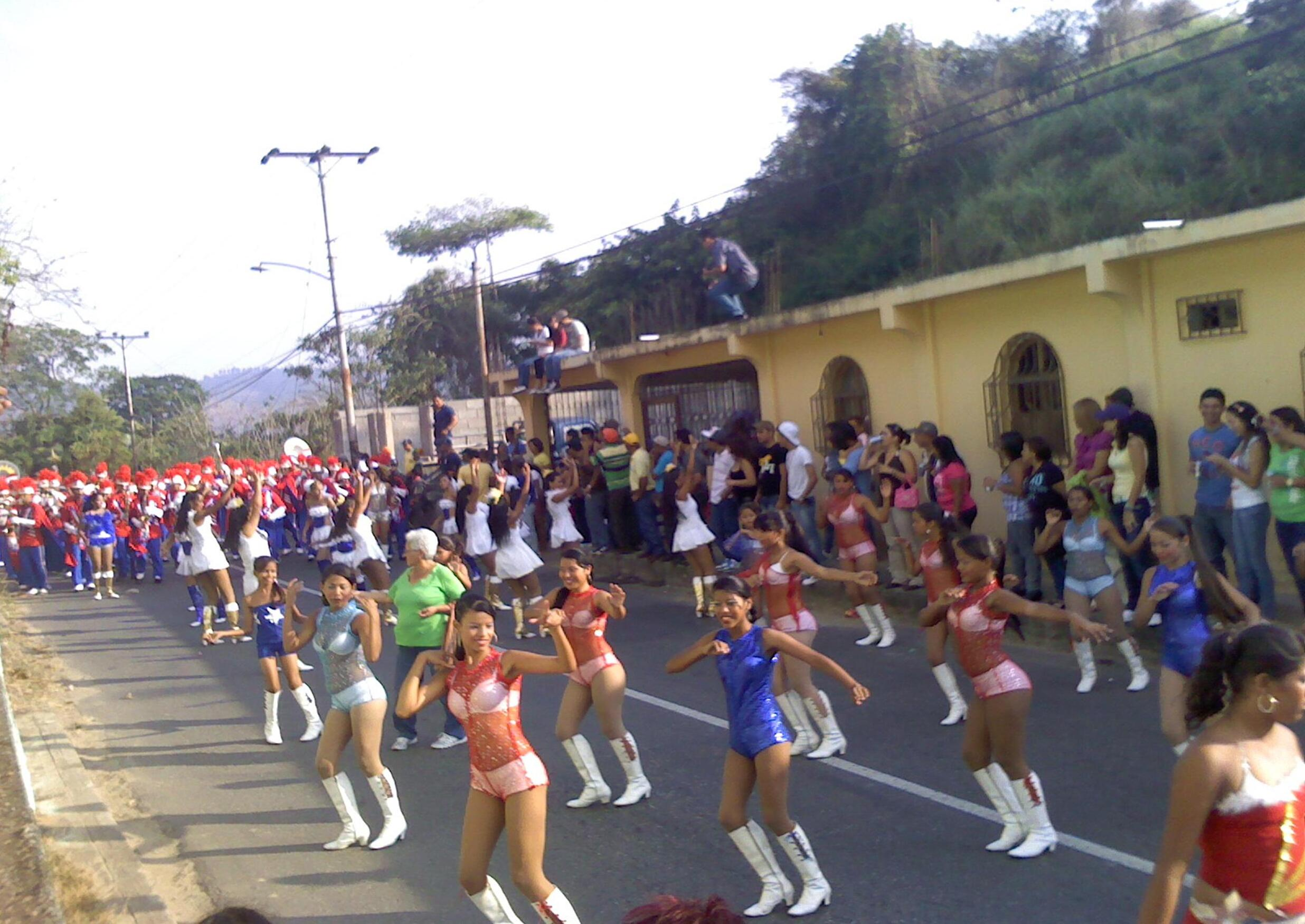
Carnavales